# Compañía Ancap de Bebidas y Alcoholes S.A.
La Compañía Ancap de Bebidas y Alcoholes S.A. o CABA S.A. por sus siglas fue una empresa uruguaya dedicada a la fabricación y comercialización de bebidas alcohólicas y alcoholes. Fue parte del grupo de empresas de la  ANCAP con capitales estatales aunque se regía dentro del derecho privado.

## Historia
La Administración Nacional de Combustibles, Alcohol y Portland es fundada en 1931, y la división de alcoholes de esta empresa, creada con el objetivo de regular y fiscalizar el mercado de bebidas alcohólicas uruguayo, inicia en 1932. En el año 1999, dicha administración se asocia con Morrison Bowmore Distillers con quien forma una empresa conjunta que se denominó como Ancap Morrison Bowmore Distillers Sociedad Anónima, que se dedicó a la comercialización de los productos de la División Alcoholes de la petrolera estatal, la cual seguía produciendo pero son venta exclusiva a dicha empresa. El 31 de diciembre de 2001 la empresa conjunta se disuelve, de manera no amigable, y la petrolera estatal toma el 100% del capital accionario de la por aquel entonces AMBD. En el año 2002 la división Alcoholes se disuelve y sus actividades pasan a ser desarrolladas por la sociedad anónima, la cual cambia su denominación a Compañía ANCAP de Bebidas y Alcoholes.
En el año 2016 el directorio de la Administración Nacional de Combustibles, Alcohol y Portland anunció a través de un comunicado que dejará de producir productos de consumo masivo de sus subsidiarias, Compañía ANCAP de Bebidas y Alcoholes y Alcoholes del Uruguay. Estos productos, entre ellos bebidas alcohólicas, productos de cuidado personal  y artículos de ferretería
En 2018 el directorio anunció el cierre definitivo de la empresa, ante la imposibilidad de concretar su venta.

## Productos
| - Whisky Mac Pay - Whisky Añejo y Golden King - Grappamiel Salerno - Vodka Aleksin - Fernet Salerno - Cognac Juanicó - Espinillar - Caña de los 33 | - Ron Espinillar - Grappamiel San Remo - Grappa Uruguaya San Remo - Grappa Añeja y Forte - Gin Cardiff - Ron Del Navegante - Cachaza de los 33 |